# 2032-es labdarúgó-Európa-bajnokság
A 2032-es labdarúgó-Európa-bajnokság vagy egyszerűen Euro 2032 lesz a 19. Európa-bajnokság, amely az UEFA által szervezett, négyévente megrendezésre kerülő férfi labdarúgó-válogatottjai számára kiírt Európa-bajnokság. A tornát 2032 júniusában és júliusában rendezik Olaszországban és Törökországban.

## Pályázatok
A pályázóknak tíz stadionnal kellett pályázniuk, amelyek közül egynek 60 000 férőhelyesnek, egynek (lehetőleg kettőnek) 50 000 férőhelyesnek, négynek 40 000 férőhelyesnek és háromnak 30 000 férőhelyesnek kellett lennie.
Idővonal
Az UEFA Végrehajtó Bizottsága 2021. december 16-án jelentette be, hogy a pályázati eljárás a 2028-as labdarúgó-Európa-bajnoksággal párhuzamosan zajlik. Az pályázók bármelyik eseményre jelentkezhettek. A pályázati folyamat ütemezése a következő volt:
- 2021. december 17: Hivatalos pályázati felhívás
- 2022. március 23.: A pályázati szándék bejelentésének határideje
- 2022. március 30.: A pályázók számára a pályázati követelmények rendelkezésre bocsátása
- 2022. április 5.: A pályázók kihirdetése
- 2022. április 28.: A pályázók számára szervezett nyitó munkaértekezlet
- 2022. november 16.:[5] Az előzetes pályázati dokumentáció benyújtása
- 2023. április 12: A végleges pályázati dokumentáció benyújtása
- 2023. október 10: A pályázat bemutatása és a rendező bejelentése[6]

### Benyújtott pályázatok
- Olaszország és  Törökország – Az UEFA 2023. július 28-án hivatalosan bejelentette, hogy a FIGC és a TFF kérte, hogy egyesítsék a külön beadott pályázatukat egy közös pályázatba a 2032-es Eb megrendezésére. Az új pályázatot további vizsgálatoknak vetették alá, hogy megállapítsák, készen áll-e arra, hogy az UEFA Végrehajtó Bizottsága elé kerüljön az október 10-re tervezett ülésen, ahol a 2028-as és a 2032-es pályázatot kijelölték.[7][8][9]
  -  Olaszország – 2019 februárjában, az Olasz labdarúgó-szövetség (FIGC) elnöke, Gabriele Gravina a Sky Sport Italia-nak tett nyilatkozatban mondta, hogy a szövetség pályázatot fontolgat.[10] A pályázatot maga Gravina tovább támogatta 2021 júliusában, miután Olaszország megnyerte a 2020-as Eb-t.[11] Olaszország már korábban is rendezett tornát, 1968-ban és 1980-ban, valamint a 2020-as Eb négy mérkőzését is Rómában játszották. 2022 februárjában a FIGC bejelentette, hogy visszavonja a 2028-as labdarúgó-Európa-bajnokságra beadott pályázatát, hogy a 2032-es kiírásra koncentrálhasson, mivel így több idő marad a stadionokba és létesítményekbe való beruházásra.[12] 2022. március 23-án az UEFA hivatalosan is megerősítette a FIGC pályázatát.[13] 2022 novemberében Olaszország bemutatta a pályázat előzetes dokumentációját, amelyből kiderült, hogy 11 város vesz részt az esemény szervezésében.[14]
  -  Törökország – A Török labdarúgó-szövetség kijelentette, hogy érdeklődik a 2028-as vagy a 2032-es megrendezése iránt.[13]

### Elutasított pályázatok
- Oroszország – Oroszország is bejelentette pályázatát 2022. március 23-án, annak ellenére, hogy az UEFA megtiltotta az orosz klubok és az orosz válogatott részvételét a 2022-es Ukrajna elleni invázió miatt.[15] Május 2-án az UEFA a 2028-as és a 2032-es pályázatot nem támogathatónak nyilvánította.[16][17]

## Selejtező
A következő csapatok vesznek részt a 2032-es labdarúgó-Európa-bajnokságon. Olaszország és Törökország automatikus résztvevő, a többi csapat selejtezőn keresztül juthat ki az Eb-re.

### Résztvevők
| Ország      | Hogyan kvalifikált | Kvalifikáció időpontja | Európa-bajnoki részvétel | Előző legjobb eredmény     |
| ----------- | ------------------ | ---------------------- | ------------------------ | -------------------------- |
| Olaszország | Rendező            | 2023. október 10.      | legalább 10              | Európa-bajnok (1968, 2020) |
| Törökország | Rendező            | 2023. október 10.      | legalább 5               | Bronzérmes (2008)          |